# 源義弘
源 義弘（みなもと の よしひろ）は、平安時代後期の武士。源義綱の嫡男。母は藤原季定の娘。

## 略歴
『尊卑分脈』によると左衛門尉、検非違使とあるが古記録には白河院蔵人として見えるのみである。
天仁2年（1109年）、河内源氏の棟梁であり、従兄弟でもある源義忠が暗殺されるという事件（源義忠暗殺事件）が発生し、弟・義明、義明の乳母夫で滝口武者である藤原季方がその暗殺犯とされ、朝廷から追討されて討たれた。父である義綱はこれに怒り、義弘を始めとする5人の兄弟達もこれに抗議の意を込めて父子そろって近江国甲賀山（鹿深山）へ立て籠もるという行動をとった。
こうして甲賀山に入った一行ではあったが、棟梁を継いだ義忠の甥（弟とする説もある）源為義らが白河院からの追討命令を受け、甲賀山攻撃を開始すると義綱方は各所で敗退し、ついに義綱は降伏しようと言い出した。しかし、それに納得できない兄弟らは抵抗し、義弘は義綱に切腹するように言い寄った。それでも義綱は投降しようとしたので義弘は父に範を示そうと兄弟の中で真っ先に自害することにし、高い木に登ってそこから谷底に飛び降りて投身自殺した。その後、他の兄弟も次々と自害していき、残された義綱は為義に投降して佐渡国に流された。